# Titularbistum Sarepta dei Maroniti
Sarepta dei Maroniti ist ein Titularbistum, das vom Papst an Titularbischöfe aus der mit Rom unierten maronitischen Kirche vergeben wird. 
Es geht zurück auf einen früheren Bischofssitz in der antiken phönizischen Stadt Sarepta (heute Sarafand im nördlichen Libanon).
| Titularbischöfe von Sarepta dei Maroniti |                                  |                                                                     |                   |                   |
| Nr.                                      | Name                             | Amt                                                                 | von               | bis               |
| 1                                        | Athanasios Cheriyan Polachirakal | Weihbischof in Tiruvalla (Indien)                                   | 31. Dezember 1953 | 27. Januar 1955   |
| 2                                        | Émile Eid                        | Kurienbischof im Maronitischen Patriarchat von Antiochien (Libanon) | 20. Dezember 1982 | 30. November 2009 |
| 3                                        | Hanna Alwan CML                  | Kurienbischof im Maronitischen Patriarchat von Antiochia (Libanon)  | 13. August 2011   |                   |